# Копечень (Біхор)
Копечень, Копечені (рум. Copăceni) — село у повіті Біхор в Румунії. Входить до складу комуни Симбета.
Село розташоване на відстані 399 км на північний захід від Бухареста, 39 км на південний схід від Ораді, 107 км на захід від Клуж-Напоки, 134 км на північний схід від Тімішоари.

## Населення
За даними перепису населення 2002 року у селі проживали 175 осіб, усі — румуни. Усі жителі села рідною мовою назвали румунську.